# Округ Гренејда (Мисисипи)
Гренејда (енгл. Grenada County) је округ у америчкој савезној држави Мисисипи.

## Демографија
По попису из 2010. године број становника је 21.906, што је 1.357 (-5,8%) становника мање него 2000. године.
| Група             | 2000.          | 2010.          |
| Белци             | 13.414 (57,7%) | 12.350 (56,4%) |
| Афроамериканци    | 9.522 (40,9%)  | 9.140 (41,7%)  |
| Азијати           | 80 (0,3%)      | 60 (0,3%)      |
| Хиспаноамериканци | 145 (0,6%)     | 197 (0,9%)     |
| Укупно            | 23.263         | 21.906         |